# Polsingen
Polsingen település Németországban, azon belül Bajorországban. Lakosainak száma 1809 fő (2023. december 31.). Polsingen Westheim, Heidenheim, Treuchtlingen, Oettingen in Bayern, Munningen, Wemding, Donau-Ries járás és Wolferstadt községekkel határos.

## Népesség
A település népessége az elmúlt években az alábbi módon változott:
| Lakosok száma | 2036 | 1299 | 1831 | 1853 | 1854 | 1864 | 1822 | 1819 | 1821 | 1809 |
|               | 1970 | 1975 | 2011 | 2012 | 2014 | 2015 | 2017 | 2019 | 2022 | 2023 |